# Полоне (Бјела)
Полоне (итал. Pollone) је насеље у Италији у округу Бијела, региону Пијемонт.
Према процени из 2011. у насељу је живело 1663 становника. Насеље се налази на надморској висини од 567 м.

## Становништво
Према резултатима пописа становништва 2011. у општини је живело 2.153 становника.
| 1931. | 1936. | 1951. | 1961. | 1971. | 1981. | 1991. | 2001. | 2011. |
| ----- | ----- | ----- | ----- | ----- | ----- | ----- | ----- | ----- |
| 1.912 | 1.922 | 2.055 | 2.230 | 2.307 | 2.271 | 2.135 | 2.223 | 2.153 |